# 在日エストニア人
在日エストニア人（ざいにちエストニアじん）は、日本に一定期間在住するエストニア国籍の人々である。

## 統計
日本の法務省の在留外国人統計によると、2018年6月末時点で在日エストニア人は134人である。
在留資格別（4位まで）
| 順位 | 在留資格                 | 人数 |
| ---- | ------------------------ | ---- |
| 1    | 留学                     | 33   |
| 2    | 日本人の配偶者等         | 27   |
| 3    | 永住者                   | 23   |
| 4    | 技術・人文知識・国際業務 | 21   |

都道府県別（2位まで）
| 順位 | 都道府県 | 人数 |
| ---- | -------- | ---- |
| 1    | 東京     | 49   |
| 2    | 神奈川   | 15   |

## 著名人
- 把瑠都凱斗